# مدرسه علمیه آیت‌الله مجتهدی
مدرسه علمیه آیت‌الله مجتهدی یکی از بزرگ‌ترین و مهم‌ترین مدرسه‌های علمیه تهران است که توسط احمد مجتهدی تهرانی در سال ۱۳۷۵ (قمری) تأسیس شد. سید علی خامنه‌ای در نامه‌ای این حوزه را حاصل مفید دسترنج احمد مجتهدی تهرانی دانسته‌است.
حاصل کنونی این مدرسه علمیه روحانیون، علما و دانشمندان سرشناس دینی هستند. در این حوزه هر ساله مراسم عمامه گذاری طلاب انجام می‌گیرد.

## فارغ التحصیلان سرشناس

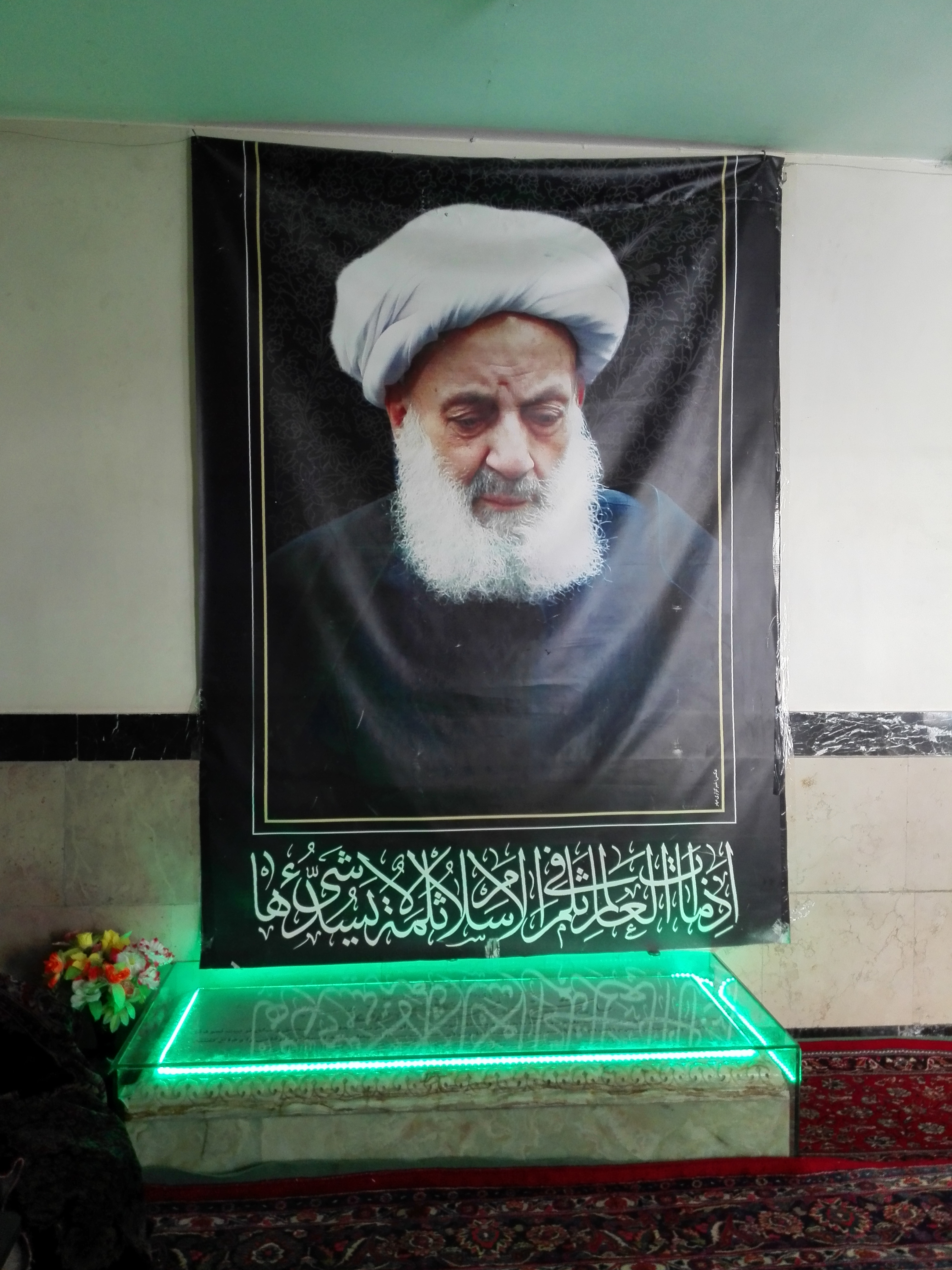
احمد مجتهدی تهرانی مؤسس این مدرسه علمیه بنا بر وصیت خودش در یکی از کلاس‌های درس این حوزه دفن شده‌است

از جمله فارغ التحصیلان سرشناس مدرسه علمیه احمد مجتهدی تهرانی که شاگردی شخص وی را نیز کرده‌اند اشخاص ذیل اند:
1. محمدباقر تحریری (تولیت فعلی مدرسه علمیه مروی)
2. سید محسن خرازی
3. رضا استادی
4. محمدعلی جاودان (استاد اخلاق مشهور حوزه علمیه تهران)
5. علی‌اکبر ناطق نوری
6. غلامحسین حقانی (مؤسس سازمان تبلیغات اسلامی و نماینده مجلس ترور شده در انفجار در دفتر حزب جمهوری اسلامی)
7. سید مجتبی خامنه‌ای
8. سید علی‌اکبر محتشمی‌پور
9. حسین استاد ولی
10. محسن کازرونی[۵]

سید محمد ضیاءآبادی نیز مدرس فعال و معاصر با احمد مجتهدی تهرانی در این مدرسه علمیه بوده‌است.

## ویژگی‌های علمی
این مدرسه علمیه در نوع خود از معدود مدارسی بوده‌است که به شیوه درس عمومی درس اخلاق داشته‌است.

### کتابخانه
این مدرسه دارای یکی از بزرگ‌ترین کتابخانه‌ها در سطح حوزه‌های علمیه است که محل رجوع بسیاری پژوهشگران، استادان و طلاب نخبه و فرهیخته است؛ در این کتابخانه بیش از ۵۵٬۰۰۰ جلد کتب مرجع، تخصصی، علمی، حوزوی و آثار و نسخ قدیمی و بسیار فاخر و ارزشمند از بزرگ‌ترین و مشهورترین علما و نویسندگان علوم اسلامی وجود دارد؛ بخشی از کتاب‌های این کتابخانه، برای تجهیز کتابخانه‌های سایر مدرسه‌های علمیه هدیه داده شده‌است.

## عمامه‌گذاری
هرسال عده‌ای از طلاب در این مدرسه علمیه با برگزاری مراسم عمامه گذاری ملبس به لباس روحانیت می‌شوند.

## تمجید سید علی خامنه‌ای
طلاب این مدرسه علمیه در سال ۱۳۸۳ با سید علی خامنه‌ای دیدار کردند؛ در این دیدار ایشان از جدیت متولیان و طلاب مدرسه درتحصیل علوم اسلامی تجلیل نموده و از کارها و فعالیت‌های انجام شده در مدرسه اظهار رضایت کردند.
وی همچنین در نامه‌ای که در سال ۱۳۸۶ به مناسبت درگذشت احمد مجتهدی تهرانی نوشته بود، از جمله خدمات دینی ارزنده وی را تأسیس و ادارهٔ شایستهٔ این مدرسه علمیه دانست که در طول ده‌ها سال، محل پرورش علماء و فضلای فراوان بوده و هم‌اکنون تعدادی از تربیت‌شدگان در آن، در شمار فضلای برجسته و عالمان و مجتهدان بزرگوار دینی‌اند.